# Háttalykill
Háttalykill inn forni (den gamla versmåttsnyckeln) var ett lovkväde som diktades av de båda skalderna Ragnvald Kale Kolsson, jarl på Orkneyöarna, och dennes hirdman, islänningen Hall Torarinsson, någon gång i början på 1140-talet. Dikten tycks ha tillkommit som en övning i olika versformer och innehöll från början fem strofer av varje slag, men "det blev för långdraget, så nu kväder man det med två strofer på varje versmått". Originalet är dessvärre förlorat men två 1600-talskopior har överlevt; den ena i Kungliga biblioteket i Stockholm (Holm papp 25 8°), den andra på Uppsala universitetsbibliotek (R 683). Uppsalakopian anses vara den bästa, men har stora brister. Redan förlagan har dock varit i dåligt skick, vilket framgår av att avskrivaren, Jón Rugman, med prickar markerat flera ställen som han inte kunnat läsa. Dikten har kallats inn forni (den gamla) för att skilja den från senare dikter av samma slag, främst Snorre Sturlassons Háttatal, som ursprungligen också kan ha haft namnet Háttalykill. Av dikten återstår i dag 82 strofer, ordnade i par, men flera av dessa är fragmentariska. Versmåttens namn är oftast skrivna över de olika strofparen. Något egentligt system i hur de olika versformerna har ordnats finns inte. Inte ens liknande, eller inbördes besläktade versslag har förts samman – detta i motsats till Snorres Háttatal där systematiken är driven till sin spets. De flesta av Háttalykills versmått finns också i Háttatal, men ibland under andra namn.
Till innehållet är dikten ett lovkväde i två delar. Första delen handlar om forntida hjältar och sagokungar. Bland dessa kan nämnas Sigurd Fafnesbane; Gjukungarna Gunnar och Högne; Helge Hundingsbane (?); Ragnar lodbrok och dennes fyra söner Ivar, Björn, Sigurd och Vitsärk; med flera. Avsnittet slutar med några nätt och jämnt historiska sveakungar: Erik segersäll och Styrbjörn starke. Andra delen avhandlar de norska kungarna från Harald hårfagre till Magnus barfot. I denna del har också infogats några strofer om Sven tveskägg och Knut den store. Samtliga hjältar och kungar skildras stereotypt som tappra krigare och givmilda furstar, utan personlig karakteristik.
Hur författandet gick till vet vi inte, men det har antagits att de båda skalderna turades om med att dikta varannan strof, eller vartannat strofpar. Det har också gjorts försök till författarbestämning av de olika stroferna. Dikten innehåller exempelvis de äldsta exemplen på uttalen var och vera med r. Det samtida isländska uttalet var med s, som också finns i några strofer. Här kan man då, menade Finnur Jónsson, utgå från att det är islänningen Hall som haft det isländska uttalet. Å andra sidan är de existerande avskrifterna av sent datum och det går knappast att utreda vilka förvanskningar som olika avskrivare, med olika uttal, kan ha åstadkommit under seklernas lopp, inte minst beträffande stavningen.
Det finns på Island flera olika medeltida dikter med namnet Háttalykill. Den, förutom Ragnvalds och Halls dikt, mest kända av dessa "versnycklar" författades av hövdingen Lopt Guttormsson den rike vid 1400-talets början som en kärleksdikt på olika versmått till älskarinnan Kristín Oddsdóttir.